# ألفرد غوندرسن
ألفرد غوندرسن (بالنرويجية البوكمول: Alfred Gundersen)‏ هو مصارع رياضي نرويجي، ولد في 11 مايو 1892 في أوسلو في النرويج، وتوفي في 8 يناير 1958.

## وصلات خارجية
- ألفرد غوندرسن على موقع اللجنة الأولمبية الدولية (الإنجليزية)
- ألفرد غوندرسن على موقع أوليمبيديا (الإنجليزية)